# 真伏秀樹
真伏 秀樹 (まぶし ひでき、1951年または1952年 - ) は、日本の地方公務員。三重県健康福祉部長、同教育長、三重テレビ副社長を歴任。瑞宝小綬章受章。

## 人物・経歴
三重県庁入職、農水商工部長、2010年 (平成22年) 4月 同職を渡邉信一郎と交代し堀木稔生の後任として健康福祉部長、2011年4月 同職を山口和夫と交代し向井正治の後任として三重県教育委員会教育長。県庁退職後に三重テレビ取締役副社長。

## その他役職
- 三重大学社会連携アドバイザー
- 三重県生活衛生営業指導センター評議員[5]

## 著作
- 「教育長はこう考える 真伏秀樹三重県教育長に聞く 緊急度高い耐震化と防災教育」（時事通信社）

## 栄典
2022年11月 令和4年秋の叙勲で地方自治功労により瑞宝小綬章を受章。